# 波斯托利夫卡 (沃洛奇斯克區)
49°22′38″N 26°14′6″E / 49.37722°N 26.23500°E
波斯托利夫卡（烏克蘭語：Постолівка）是位於烏克蘭西部的村莊，由赫梅利尼茨基州裡赫梅利尼茨基區的沃洛奇斯克市鎮負責管轄。該村面積1.04平方公里，海拔高度275米，2001年人口260，人口密度每平方公里250人。